# Cuneo
Cuneo (italienskt uttal: [ˈkuːneo] lyssna (fil), piemontesiska: Coni, franska: Coni) är en stad och kommun i regionen Piemonte i nordvästra Italien. Staden är huvudort i provinsen med samma namn. Den ligger på en kilformad platå vid sammanflödet av floderna Stura di Demonte och Gesso, söder om Turin.
Kommunen hade 56 144 invånare (2018) och gränsar till kommunerna Beinette, Borgo San Dalmazzo, Boves, Busca, Caraglio, Castelletto Stura, Centallo, Cervasca, Morozzo, Peveragno, Tarantasca och Vignolo.

## Historia
Cuneo grundades 1198 genom att ortens befolkning förklarade staden vara en oberoende kommun. Syftet var att frigöra sig från biskoparna i Astis styre samt Monferrato och Saluzzo. År 1210 ockuperades kommunen av Saluzzo och 1231 gjorde invånarna uppror. År 1238 erkändes staden som en fri kommun av kejsaren Fredrik II. Från 1259 blev staden huvudsätet för ett grevskap som innehades av huset Anjou. Cuneo tillhörde huset Anjou fram till 1382, då staden köptes av huset Savojen.
Under 1500-, 1600- och 1700-talen var Cuneo ett starkt fäste för det expanderande Savojen. Under denna tid gjorde franska trupper ett flertal försök att besegra staden 1515, 1542, 1557, 1639, 1641, 1691 samt 1741. Endast under en period hamnade staden i händerna på fransmännen och det var under Napoleonkrigen. Cuneo avträddes till Frankrike 1796, men fick ges tillbaka till Savojen 1814. Staden var huvudort i departementet Stura under fransmännens styre.
Under andra världskriget var staden från 1943 till 1945 ett fäste för motståndet mot den tyska ockupationen av Italien.

## Sport
Volleybollaget Cuneo Granda Volley är baserat i staden.

## Kända personer
- Annibale Santorre di Rossi de Pomarolo
- Franco Andrea Bonelli (1784–1830), ornitolog
- Giuseppe Peano (1858–1932), matematiker
- Giorgio Federico Ghedini (1892–1965), kompositör
- Tancredi "Duccio" Galimberti (1906–1944), advokat som arbetade mot fascismen
- Nuto Revelli (1919–2004), partisan och författare
- Michele Ferrero (1925–2015), chokladmagnat och ägare av Ferrero SpA (Nutella, Mon Chéri, Ferrero Rocher, Tic Tac).
- Alviero Martini (född ca 1940), designer
- Cesare Damiano (född 1948), politiker
- Piergiorgio Odifreddi (född 1950), matematiker
- Livia Turco (född 1955), politiker
- Daniela Santanchè (född 1961), politiker och företagare
- Guido Crosetto (född 1963), politiker